# Grand Hotel San Pellegrino
Il Grand Hotel di San Pellegrino Terme è uno storico albergo di lusso italiano in stile liberty situato a San Pellegrino Terme. Venne costruito dal 1902 al 1904 dalla Società Grandi Alberghi. Nel 1905 in occasione della sua inaugurazione vi soggiornò la regina d'Italia Margherita di Savoia. Chiuso dal 1979, la struttura è in fase di restauro con l'obiettivo di una riapertura a scopo ricettivo nel 2030. 

## Storia
Nel 1902, la Società Grandi Alberghi commissionò all'architetto milanese Romolo Squadrelli di progettare in stile Art Nouveau, una imponente struttura su ispirazione dei grandi castelli francesi. Con la collaborazione con l'ingegnere Luigi Mazzocchi, venne disegnato un edificio dalle dimensioni monumentali. La peculiarità della costruzione fu proprio la ricchezza dei materiali di costruzione, come il marmo di Carrara sullo scalone centrale, gli ornamenti interni degli spazi comuni e le decorazioni esterne raffiguranti putti, festoni, elementi zoomorfi. Nel luglio del 1905, l'intero complesso venne inaugurato dalla regina d'Italia Margherita di Savoia, la quale senza indugio lo definì "uno degli alberghi più belli e tecnologici dell'epoca". Numerose furono le personalità di spicco che durante la Belle Epoque soggiornarono nell'hotel, tra cui i familiari della casa reale di Savoia, gli Zar di Russia, Pietro Mascagni ed il generale Luigi Cadorna.
Nel 1929, con l'obbiettivo di rimanere al passo con i tempi, i grandi saloni del piano terra, furono ridecorati, in conformità allo stile Art Deco, in quanto lo stile originario, non rispondeva più al gusto della clientela. Nello stesso anno, ci fu la visita della Regina Elena con i figli principe Umberto II e la principessa Maria.  
Secondo le direttive dettate dal Regime Fascista, con i decreti del Ministero della Cultura Popolare, nel 1938 la struttura fu patriotticamente ribattezzata “Grande Albergo”. Contestualmente fu ridotta anche la sua capacità e funzione turistica: il piano degli abbaini fu infatti riservato al collegio femminile delle Suore Marcelline di Bergamo mentre un’altra porzione dell’edificio divenne sede del Ministero dell’Agricoltura della Repubblica di Salò.
Dal 1960 San Pellegrino Terme e il Grand Hotel divennero meta dei ritiri calcistici dell'Inter e della nazionale di Edmondo Fabbri. 
Dopo alcune difficoltà legate alla gestione della struttura, oramai vetusta e bisognosa di interventi, la proprietà e la gestione, decretarono la chiusura dell'edificio nel 1979.
Nel 1992, a causa dei costi insostenibili di mantenimento della struttura, fu bandita un'asta di mobili e lampadari con lo scopo di sostenere il costo del rifacimento del tetto, successivamente dichiarata illegittima dalla Guardia di Finanza e dalla Soprintendenza.
Dagli inizi degli anni 2000, il Comune di San Pellegrino Terme acquisì interamente la proprietà dell'edificio per dare il via, ad un intervento di restauro conservativo delle facciate esterne, terminato nel 2009. Sempre durante lo stesso anno, parte del parco di pertinenza fu attrezzato con giochi per bambini. Un secondo intervento con lo scopo di rendere agibile e restaurato il piano rialzato venne realizzato dal 2016 al 2021, seguito poi da una generale riorganizzazione dei giardini esterni, sul lato verso il fiume Brembo.
Nell'agosto 2024, dopo quattro bandi per il restauro e la gestione della struttura, l'albergo viene concesso alla EKN Developement, società statunitense specializzata in resort di lusso, con l'obbiettivo di una totale riapertura funzionale del complesso a scopo ricettivo, prevista per il 2030. 

## Descrizione

### Esterno
Il complesso si caratterizza per la sua imponente torre centrale, sormontata da una guglia, che ospita il vano scala, mentre ai lati si estendono due corpi di fabbrica più bassi, i quali accolgono le suite reali all’ultimo piano. 
L’accesso principale avviene da Viale Bortolo Belotti, attraversando un giardino monumentale recentemente realizzato. Oltrepassata l'entrata, si giunge a una terrazza rialzata rispetto al piano stradale, separata da una serie di gradini. Lungo la facciata, gli spazi esterni sono adornati da una pergola, elegantemente decorata con motivi naturali fusi nei pilastri di sostegno. L’ingresso, sormontato da un rilievo raffigurante il dio Bacco e due putti che degustano uva, e la terrazza d’onore, con il suo parapetto decorato da un pavone, enfatizzano l’esclusività dell’ambiente a cui il visitatore è invitato. Lungo la cornice marcapiano si trovano numerosi mascheroni che stringono grappoli di vite tra i denti.
Al di sopra, si sviluppano i quattro piani di camere, ciascuno con una decorazione distintiva. Le stanze del primo piano sono dotate di un balconcino privato con ringhiera in ferro battuto. Salendo, le forme architettoniche diventano più semplici, fino ad arrivare all’ultimo piano, caratterizzato da bifore. Ogni finestra è sormontata da un motivo floreale realizzato con mosaico stilizzato. Nel corpo centrale dell’edificio, le camere sono dotate di terrazzini a sbalzo, che culminano in una grande balconata sostenuta da sei telamoni in arenaria. Sopra, un pennone ornato si erge, accompagnato da due appliques laterali.
Il lato posteriore dell’edificio presenta un’architettura più sobria, priva di decorazioni, inclusa la zona delle cucine. Un’ulteriore terrazza panoramica è situata nel sottotetto, affacciata sulla parte posteriore dell’edificio. Infine, le recenti aggiunte di scale antincendio, realizzate durante gli interventi di ristrutturazione tra il 2016 e il 2021, completano la struttura.

### Interno

#### Hall

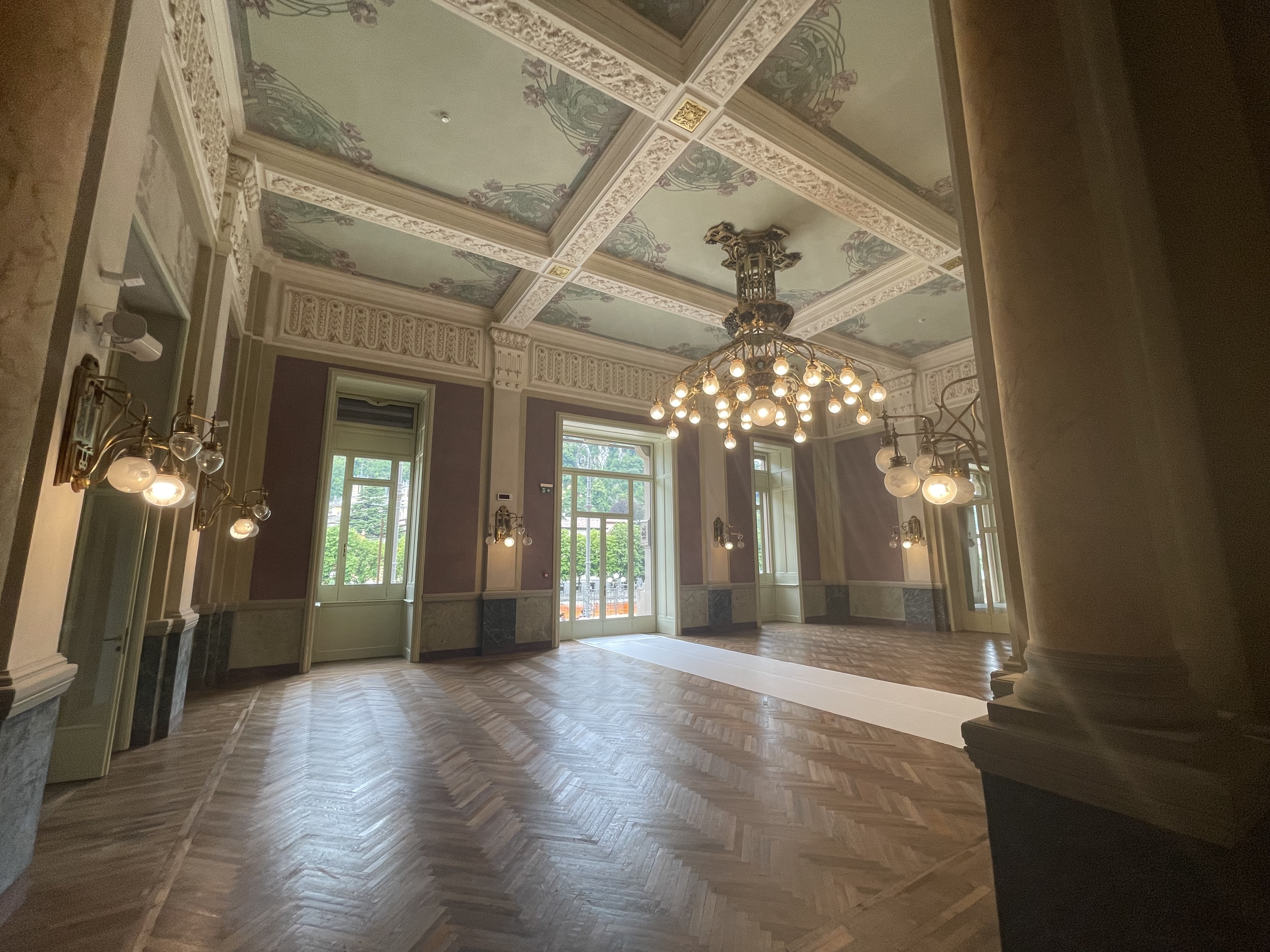
La Hall d'ingresso

Accedendo dal portone centrale si entra nella hall, dominata da un grande lampadario in stile eclettico, realizzato in oro pallido e dotato di 30 punti luce. L’atrio è suddiviso in due settori, separati da dodici colonne decorate a imitazione del marmo rosso di Verona, con capitelli in stile liberty arricchiti da elementi a goccia e scanalature verticali.
Il soffitto, a cassettoni, è suddiviso da cornici con motivi floreali; all'interno dei lacunari spiccano decorazioni raffiguranti campanule violacee su sfondo azzurro. Le porte che conducono al salottino e al locale bar, situati ai lati della hall, sono incorniciate da ghirlande e festoni. Le lesene lungo le pareti ospitano appliques ispirate a forme naturali e vegetali, ciascuna con diversi punti luce. Il pavimento dell’intera stanza è in parquet di rovere, posato con il classico motivo a spina di pesce all’italiana.
Procedendo attraverso un portale si accede a un ambulacro che conduce alla sala da pranzo e agli uffici amministrativi. Le trabeazioni sono decorate con fregi floreali, tra cui si distingue, ai piedi della scala, l’indicazione dell’anno di costruzione dell’edificio. Salendo alcuni gradini, si arriva allo scalone centrale, impreziosito da ringhiere in marmo di Carrara scolpite con motivi di rami di edera e alloro. Due lampioncini, posti sui piedritti, precedono l'accesso alla scala monumentale. Nelle vicinanze si trovano due disimpegni che conducono a locali di servizio.

#### Sala da pranzo principale
Alla fine del lungo corridoio si accede alla sala da pranzo principale, progettata per ospitare oltre trecento commensali. L'ambiente è suddiviso in dodici settori, definiti da sei colonne dal fusto parzialmente scanalato. Alla base delle colonne si trovano anfore ornate con motivi zoomorfi, mentre i capitelli compositi coronano la parte superiore, arricchendo l'insieme di dettagli decorativi. 
Le pareti della sala sono avvolte da una pregiata boiserie, impreziosita da inserti in vetro colorato e decorazioni raffiguranti animali, come civette, e motivi naturali, tra cui spiccano melagrane. Le superfici murarie sono ulteriormente ornate da papaveri rosa su sfondo azzurro, con decorazioni di gigli bianchi in corrispondenza delle lesene. Le porte sono incorniciate da ricche mostre, sormontate da pannelli rivestiti di tappezzeria rossa decorata con inserti circolari.
La boiserie continua visivamente verso l’alto, dove termina in corrispondenza della copertura con elementi lignei coordinati. Il soffitto a cassettoni, suddiviso in modo da rispecchiare la disposizione del parquet, presenta modanature in stucco all’interno dei lacunari. Nei vertici di ciascun riquadro, spiccano foglie brune che aggiungono ulteriore dettaglio decorativo.
L’illuminazione della sala è garantita da sei grandi lampadari centrali, che diffondono luce uniforme, e da tredici appliques poste sulle lesene.

#### Sala da pranzo rossa
Il soffitto della stanza, il più particolare e complesso dell'intera struttura, è adornato da un elaborato affresco che fonde motivi floreali e geometrici in un gioco di eleganza e simmetria. La sezione centrale è dominata da un disegno complesso, caratterizzato da linee sinuose e motivi floreali stilizzati, realizzati in tonalità di beige e oro. Attorno a questa zona centrale si dispongono quattro ampi medaglioni circolari, ciascuno ornato con fiori stilizzati nei colori rosso e verde, interconnessi da rami e foglie che si estendono verso i bordi del soffitto, conferendo dinamismo e continuità all'intero affresco. Il perimetro della copertura è delimitato da una modanatura rettangolare che incornicia l'opera pittorica, esaltandone la maestosità.
Sospeso sotto il soffitto, un lampadario liberty in metallo dorato, si sviluppa in sei bracci curvi, ognuno dei quali sorregge una lampadina avvolta in un paralume in vetro trasparente finemente lavorato. La parte inferiore del soffitto è completata da una boiserie ricca di dettagli in vetro verde bottiglia, che conferisce un effetto luminoso e vibrante. Le pareti sono rivestite da una tappezzeria rossa, che aggiunge una nota di eleganza e calore all'ambiente, creando un'atmosfera accogliente e sofisticata.

## Bibliografie
- Gian Pietro Galizzi, San Pellegrino Terme e la Valle Brembana, Ferrari Edizioni, Clusone (BG) Ottobre 1996.
- Rossana Bossaglia, Stile e struttura delle città termali. Volume I: Lombardia, Piemonte, Valle D'Aosta, Bergamo, Istituto Italiano d'Arti Grafiche, 1985, ISBN 2021030153380.
- Tarcisio Bottani, Liberty a San Pellegrino Terme, Bergamo, Corponove, 2019, ISBN 9788899219857.
- Davide Pagliarini. Fantasmagoria balnearia. In: Ark, Bergamo, anno 2024, n. 3, p. 56-64

## Filmografia
Nel Grand Hotel di San Pellegrino è stato girato il film:
- Primo amore di Ugo Tognazzi e Ornella Muti (1978)

e due video musicali:
- Siamo ancora qua - Studio 3 (2016)
- Fire in the Dark - Elisa (2017)